# 特雷桑
特雷桑（法語：Tressin，法語發音：[tʁɛsɛ̃]）是法国上法蘭西大區北部省的一个市镇，位于该省中部偏东北，属于里尔区和里尔欧洲都会区。

## 地理
特雷桑（50°37'11"N, 3°11'39"E）面积1.89 平方千米，位于法国上法蘭西大區北部省，该省份为法国最北部的省份及最长的省份，西北濒北海，西接加来海峡省，南至埃纳省和索姆省，东与比利时接壤。
与特雷桑接壤的市镇（或旧市镇、城区）包括：阿斯克新城、昂斯坦、谢朗。
特雷桑的时区为UTC+01:00、UTC+02:00（夏令时）。

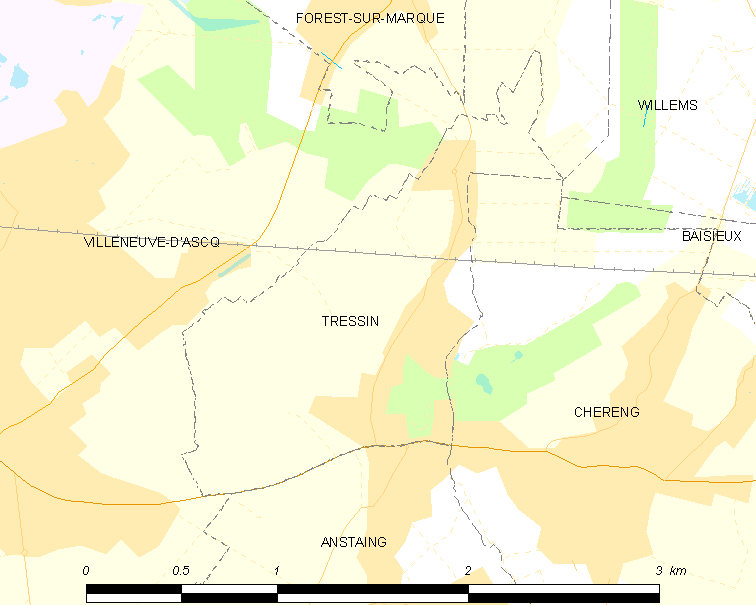
特雷桑的OSM定位图

## 行政
特雷桑的邮政编码为59152，INSEE市镇编码为59602。

## 政治
特雷桑所属的省级选区为佩韦勒地区唐普勒沃县。

## 人口

1962-2008年间特雷桑人口变化图示

特雷桑于2022年1月1日时的人口数量为1390人。